# Pavel Vyhnal
Pavel Vyhnal (* 25. květen 1990, Praha) je český fotbalový útočník, od prosince 2017 je hráčem FC Fastav Zlín.

## Klubová kariéra
Pavel Vyhnal je odchovanec Slavie Praha, kam přišel poprvé v pěti letech. Prošel zde několika mládežnickými kategoriemi, než se dostal do B-týmu a později i A-týmu. Do prvního kádru Slavie si jej na podzim 2010 pozval trenér Karel Jarolím, který řešil v té době nedostatek kvalitních střelců a Vyhnal měl výborné statistiky v B-týmu. Debutoval 20. září 2010 v utkání proti AC Sparta Praha (porážka 1:2). Vyhnal nastoupil celkem do osmi ligových zápasů, střeleckou bilanci Slavie však nevylepšil, když nezaznamenal ani jeden gólový úspěch. Před podzimní částí ročníku 2011/12 odešel na hostování do Spartaku Sezimova Ústí. V roce 2012 hostoval v Bohemians 1905. Na jaře 2013 působil na hostování v Graffinu Vlašim.
Po půlročním hostování v FC Slavoj Vyšehrad, se kterým na jaře 2016 sestoupil z druhé ligy, přestoupil do Vlašimi natrvalo. U Středočechů se mu dařilo. Ve 37 zápasech ve druhé lize dal hned 26 gólů, což vyústilo v přestup do ligy. V prosinci 2017 přestoupil do FC Fastav Zlín kde podepsal smlouvu na 3 roky. Na začátku sezóny 2019/20 odešel na roční hostování do FK Teplice. Tam odehrál 14 ligových zápasů, ve kterých se střelecky neprosadil. Před sezónou 2020/21 se vrátil zpět do FC Fastav Zlín